# 예루살렘 성전
예루살렘 성전 또는 거룩한 성전(히브리어: בית המקדש, 바잍 하미크다쉬, 거룩한 집)은 예루살렘 구시가지 성전산에 있었던 이스라엘 민족의 성전이다. 시대에 따라 제1성전과 제2성전으로 나뉜다. 이중 제1성전은 구약성경 열왕기에 따르면 기원전 10세기경 이스라엘 왕국의 솔로몬 왕 치세에 건축되었다. 제1성전은 기원전 587년경 예루살렘 공방전에서 네부카드네자르 2세가 이끄는 신바빌로니아 제국군에 의해 파괴되었다. 그로부터 약 1세기 후 신바빌로니아 제국이 아케메네스 제국에 의해 점령된 후 이스라엘 백성들이 무너진 성전을 재건하는데, 이를 제2성전이라 한다. 제2성전은 제1성전보다는 오래 남아있었지만 서기 70년의 예루살렘 공방전에서 로마 제국에 의해 파괴되었다.

## 제1성전

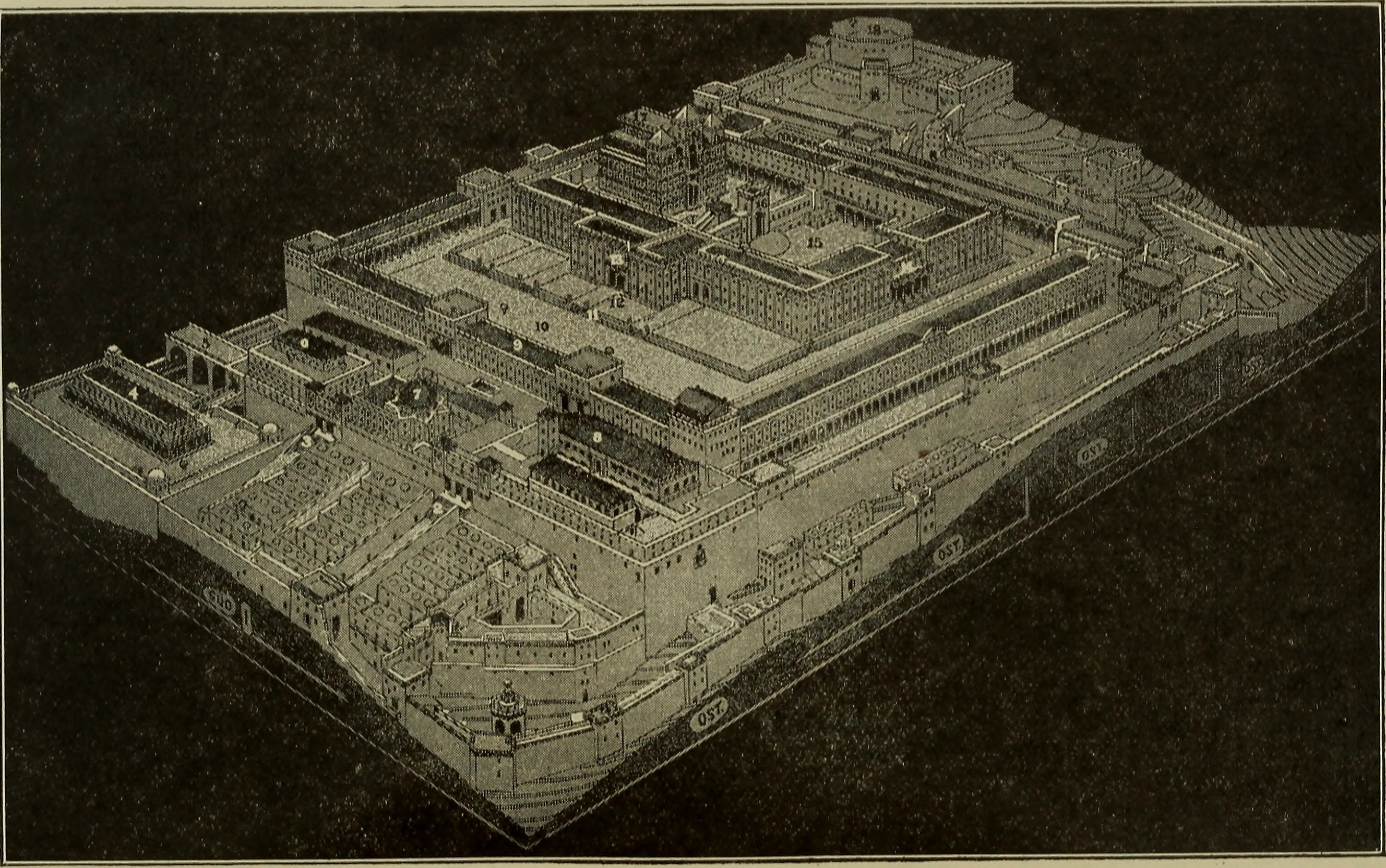
솔로몬의 제1성전 추정도

제1성전은 솔로몬 왕이 기원전 10세기인 기원전 957년에 7년 동안 지은 끝에 완성된 성전으로, 고대 유대교의 중심이 되는 곳이었다. 이 성전은 모세의 장막과 실로, 노브, 기브온 장막을 대체한 것이었으며 유대교의 믿음의 중심이 되는 곳이다. 제1성전은 바빌로니아인들에 의해 기원전 587년경에 부숴졌다. 

## 제2성전

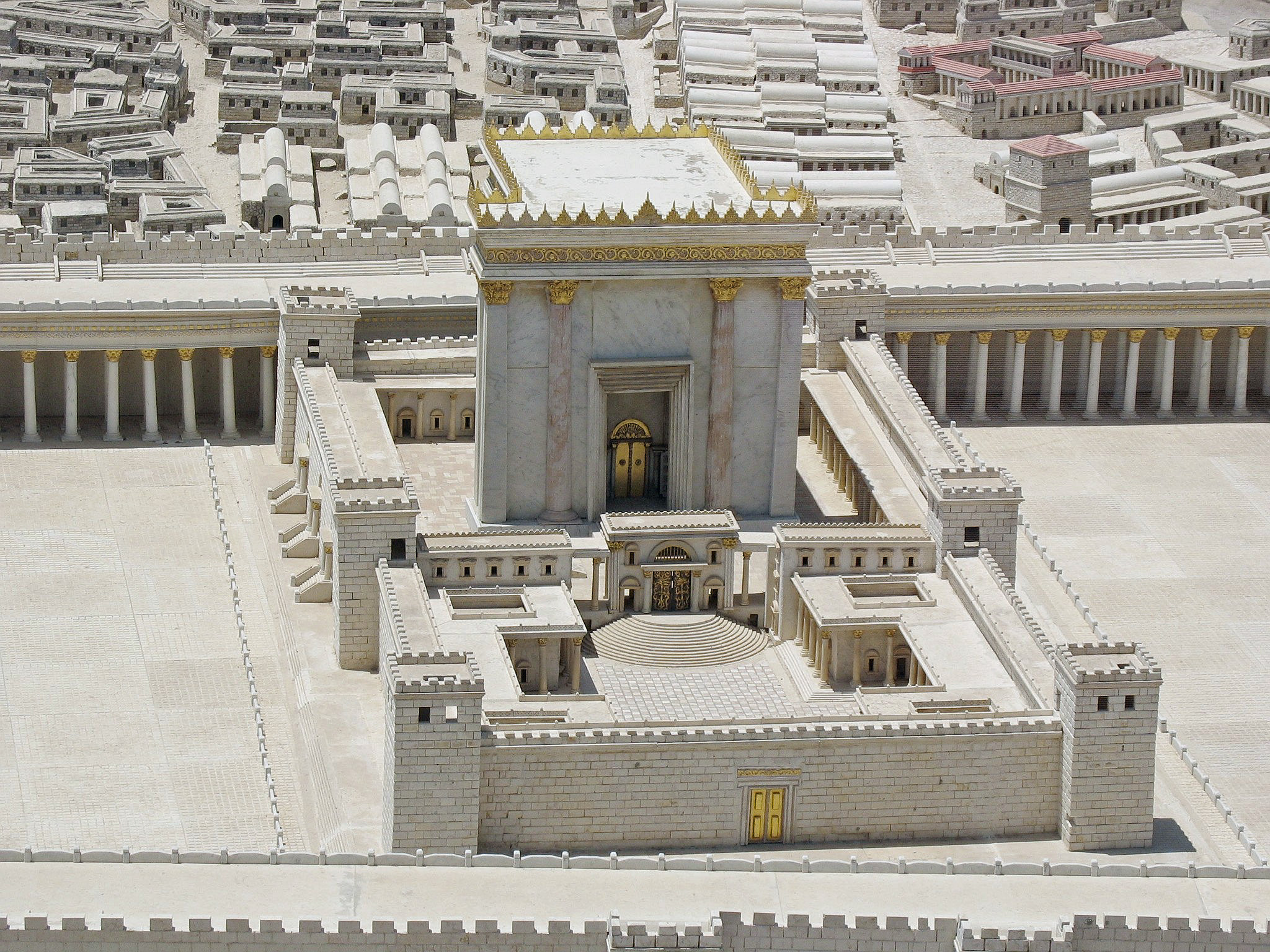
제2성전

제1성전이 부서진 이후 예루살렘 성전을 재건하려는 시도가 기원전 535년에 시작되었다. 히아투스 후에 기원전 521년경까지 건축이 이루어졌으며, 516년 완성되어 515년 봉헌되었다. 에스라서에 기록되었듯이 키루스 대왕에 의해 승인되었으며, 다리우스 대왕이 보수하였다. 5세기 후 제2성전은 헤로데 대왕에 의해 기원전 20년경 재건축이 이루어졌다. 이를 제2성전이라고 한다. 70년 유대 독립 전쟁이 진압될 때에 로마 제국에 의하여 무너졌으며, 흔히 통곡의 벽이라고 부르는 서쪽 벽만이 남았다. 성전 바깥의 벽들은 아직도 남아있다.
이슬람 사원인 바위의 돔은 성전 터 위에 7세기 후반부터 서있었으며 알아크사 모스크도 비슷한 시기부터 성전 뜰 자리에 서 있었다.
유대교 종말론은 제3성전에 대한 예언이 있다. 이는 메시아가 오기 전에 예루살렘에 세워질 것이며, 유대교 원리주의자와 보수 유대교에서는 제3성전을 기다리고 있다.
2007년 8월 30일에, 주택단지에 파이프를 설비하다가 제2성전의 유적이 발견되었다고 한다.. 2007년 10월에 고고학자들이 제1성전 유적을 확인하였다.

## 같이 보기
- 이스라엘의 역사
- 유대교